# Jaidyn Triplett
Jaidyn Triplett es una actriz estadounidense, más conocida por su rol protagonista como Millicent en la serie iCarly.

## Biografía
Jaidyn nació el 24 de noviembre de 2010 en Ohio, Estados Unidos.

## Filmografía

### Cine
| Año  | Título                 | Papel               | Notas        |
| ---- | ---------------------- | ------------------- | ------------ |
|      | Finding Home           | Nadia               | Cortometraje |
| 2014 | A Kid from Southside   | Hija                |              |
| 2015 | Vacation               | Hija                | Cortometraje |
| 2016 | Sound and Color        | Niña pequeña        | Cortometraje |
| 2016 | All About the Money    | Reggie              |              |
| 2016 | Not a Love Story       | Compañera descarada | Cortometraje |
| 2016 | Major Deal             | Kennedy             |              |
| 2017 | Unarmed                | Lexi Harris         | Cortometraje |
| 2017 | F***, Marry, Kill      | Niña pequeña        | Cortometraje |
| 2017 | The Beach Trip         |                     | Cortometraje |
| 2018 | Rhino                  | Nalah               | Película     |
| 2018 | A Stone Cold Christmas | Tina Miller         | Película     |
| 2019 | Love or Laughs         |                     |              |
| 2021 | 51150                  | Raven               | Cortometraje |

### Televisión
| Año       | Título                                  | Papel                     | Notas        |
| --------- | --------------------------------------- | ------------------------- | ------------ |
| 2014      | How to Be a Grown Up                    | Niña                      | 1 episodio   |
| 2017      | Army of None                            | Brooke Lynn Payne         | Miniserie    |
| 2018      | Black-ish                               | Joven Zoey                | 1 episodio   |
| 2019      | Last Life                               | Hija                      | 1 episodio   |
| 2019      | Bre's Company                           | Carter                    | Cortometraje |
| 2019      | Last Life                               | Hija                      | 1 episodio   |
| 2019      | Family Reunion                          | Lily                      | 1 episodio   |
| 2019      | These Streets Don't Love You Like I Do! | Alexa Diaz                | 1 episodio   |
| 2019      | The Affair                              | Thea                      | 3 episodios  |
| 2019      | See                                     | Sheena                    | 1 episodio   |
| 2020      | Station 19                              | Victoria Hughes de 8 años | 1 episodio   |
| 2021-2023 | iCarly                                  | Millicent Mitchell        | 33 episodios |